# Net Promoter Score
Net Promoter Score (NPS) – narzędzie oceny lojalności klientów przedsiębiorstwa. Jest alternatywną metodą oceny dla tradycyjnych badań satysfakcji klientów. Zakłada się, że wartość NPS jest skorelowana ze wzrostem przychodów ze sprzedaży.

## Opis
Metoda została opracowana przez Freda Reichhelda oraz spółki Bain & Company i Satmetrix. Po raz pierwszy została opisana przez Reichhelda w 2003 roku w jego artykule w „Harvard Business Review” zatytułowanym One Number You Need to Grow. Wartości NPS wahają się pomiędzy -100 i +100, przy czym -100 odpowiada sytuacji gdy każdy z badanych klientów jest krytykiem danej marki niepolecającym jej innym, a +100 odpowiada sytuacji gdzie każdy promuje – jest gotów polecić – daną markę znajomym. Wartości dodatnie NPS uznawane są za wynik dobry a wartości powyżej 50 za doskonały.
Współczynnik NPS mierzy lojalność, która istnieje pomiędzy konsumentem a dostawcą. Usługodawcą może być firma, pracodawca lub inny podmiot. Dostawcą jest podmiot, który zadaje pytania na temat badania NPS. Konsumentem jest klient, pracownik lub osoba poproszona o wzięcie udziału w badaniu NPS. W przypadku, gdy badaniu poddawany jest pracownik, uzyskiwany wynik nazywany jest wtedy Employee Net Promoter Score, lub w skrócie eNPS, który pomaga zmierzyć, jak lojalni są pracownicy.